# 小米MIX 2S
小米MIX 2S是一款由小米科技於2018年3月27日所发布的搭载安卓系统的全面屏智能手机，为MIX 2的升级版本。
小米MIX 2S采用玻璃前面板、金属中框和陶瓷背壳的设计，取消了全陶瓷的版本，屏幕采用18:9的全面屏，保留了正常的听筒设计，前置摄像头依旧位于机身的右下角，屏占比达到了81.94%。同时，后置摄像头采用了双摄设计，机身背部有指纹识别开孔，配备了无线充电。

## 发布
- 2018年2月25日，小米通过社交平台宣布，將会在在3月27日舉辦小米MIX 2S发布会，並且表示該機確定將會搭載高通驍龍845处理器。而小米也在發表會宣傳海報上公布了小米MIX 2S的安兔兔跑分成績為273,741分。[2][3][4][5][6][7][8][9][10][11][12][13][14]

- 2018年3月27日，小米在上海宝山体育馆举办新品发布会，正式发布小米MIX 2S手机。并于同年4月3日起正式售卖。[15]，直至2019年中旬，小米将小米MIX 2S的机型销售页撤下，2021年8月，由于吴亦凡事件影响，小米同时将机型介绍页、参数页面撤下，点击原有效网址将直接跳转至小米商城主页。（吴亦凡是该机型代言人）

## 规格
小米MIX 2S搭载高通骁龙845处理器，采用6GB/8GB LPDDR 4x内存以及128GB/256GB UFS存储，屏幕采用了18:9的5.99英寸1080p全面屏。支持7.5W配备Qi标准无线充电器，电池容量为3400mAh，为小米首款支持无线充电的机型。提供黑、白两种配色。
相比于MIX 2，后置摄像头提升幅度较大，采用1200像素广角+1200长焦的双镜头组合，支持2倍光学变焦、人像模式和光学防抖。其中主摄像头采用了索尼IMX 363作为图像传感器，镜头的光圈值为F1.8，物理焦距4.216mm；而副摄像头则采用了三星S5K3M3作为图像传感器，镜头光圈值为F2.4，物理焦距5.2mm。支持多场景AI优化，DXO Mark达到了101分，与iPhone X相同。
最初版本搭载了采用基于Android 8.0开发的MIUI 9（并将支持基于Android 10开发的MIUI 12）。在中國大陸，小米MIX 2S搭載智能語音助理小愛同學，目前该语音助手只搭载于国内版（China）的MIUI系统中，国际版（Global）系统搭载Google开发的Google助理。

## 外部連結
- 官方网站

| 前任者： 小米MIX 2 | 小米MIX系列 小米MIX 2S 2018 | 繼任者： 小米MIX 3 |